# Modulo
În informatică, modulo este o operație binară care produce restul împărțirii a două numere întregi a și b, adică {\displaystyle a\;\mathrm {mod} \;b=r,} unde {\displaystyle r} este singurul număr întreg astfel încăt
{\displaystyle {\begin{cases}0\leq r<b\\\exists n\in \mathbb {Z} :a=nb+r\end{cases}}}
În majoritatea limbajelor de programare, operația modulo este notată fie cu a mod b fie cu a % b. Există însă diferențe de implementare între diferite limbaje: niște autorizează permit numere reale (în loc de întregi) pentru a și b; iar câteva limbaje dau o valoare negativă pentru r dacă a este negativ.
În matematică, modulo se referă la relația de echivalență denumită congruența modulo n: pentru un număr natural strict positiv n, se zice că două numere întregi p și q sunt egale modulo n, și se notează
{\displaystyle p=q\mod n}
dacă și numai dacă p și q au același restul în împarțirea cu n — adică dacă există {\displaystyle k\in \mathbb {Z} } astfel încăt {\displaystyle p=q+kn.}

## Exemple
În tabelul următor, pentru a evita orice îndoială, se folosește notația {\displaystyle a\;\%\;b} pentru operația binară folosită în informatică, și notația {\displaystyle p\equiv q\mod n} pentru relația binară folosită în matematică. Trebuie remarcat că {\displaystyle (a\;\%\;b=r)\implies (a\equiv r\;\mathrm {mod} \;b)}, dar {\displaystyle (a\equiv r\;\mathrm {mod} \;b)} nu presupune {\displaystyle (a\;\%\;b=r)}; asta deoarece {\displaystyle (a\equiv r\;\mathrm {mod} \;b)\implies (a\equiv r'\;\mathrm {mod} \;b)} pentru orice {\displaystyle r'=r+kb}.
| Informatică                | Matematică                      | Explicație                    |
| -------------------------- | ------------------------------- | ----------------------------- |
| {\displaystyle 5\;\%\;2=1} | {\displaystyle 5\equiv 1\mod 2} | {\displaystyle 5=2\times 2+1} |
| {\displaystyle 2\;\%\;5=2} | {\displaystyle 2\equiv 2\mod 5} | {\displaystyle 2=0\times 5+2} |
| {\displaystyle 6\;\%\;3=0} | {\displaystyle 6\equiv 0\mod 3} | {\displaystyle 6=2\times 3+0} |